# Frigil pitnegre
El frigil pitnegre (Rhopospina fruticeti) és un ocell de la família dels tràupid (Thraupidae) i única espècie del gènere Rhopospina Cabanis, 1851.

## Hàbitat i distribució
Habita zones arbustives i vessants rocosos dels Andes al centre i sud de Bolívia, Xile i oest i sud de l'Argentina. Durant l'hivern austral es dispersa fins a la Terra del Foc.